# Yu Zhuocheng
Dans ce nom chinois, le nom de famille, Yu, précède le nom personnel.
Yu Zhuocheng, né le 7 décembre 1975 dans le Guangdong, est un plongeur chinois.

## Palmarès
- Jeux olympiques
  - Atlanta 1996
    -  Médaille d'argent en plongeon à 3 mètres

- Championnats du monde
  - Fukuoka 2001
    -  Médaille d'or en plongeon à 3 mètres

  - Perth 1998
    -  Médaille d'or en plongeon à 1 mètre
    -  Médaille d'or en plongeon synchronisé à 3 mètres avec Xu Hao

- Coupe du monde
  - Wellington 1999
    -  Médaille d'or en plongeon synchronisé à 3 mètres avec Xiao Hailiang
    -  Médaille de bronze en plongeon à 3 mètres

  - Atlanta 1995
    -  Médaille d'or en plongeon à 1 mètre

- Jeux asiatiques
  - Bangkok 1998
    -  Médaille d'argent en plongeon à 3 mètres

  - Hiroshima 1994
    -  Médaille d'argent en plongeon à 3 mètres